# Adorabili creature
Adorabili creature (Ladies' Man) è una serie televisiva statunitense trasmessa in Italia negli anni '80.
Il protagonista è il divorziato Alan Thackeray, padre di Amy, una bambina di otto anni, che è un redattore della rivista Women's Life dove è l'unica presenza maschile insieme a Reggie, il contabile del magazine. 
Circondato da irriverenti colleghe, Alan si trova spesso sbeffeggiato e messo in ridicolo dall'intero staff. Sul rapporto conflittuale uomo-donna dell'era contemporanea si dipana tutta la trama dei 15 episodi della serie.

## Episodi
| Stagione       | Episodi | Prima TV USA | Prima TV Italia |
| -------------- | ------- | ------------ | --------------- |
| Prima stagione | 16      | 1980-1981    |                 |

## Curiosità
- In un episodio Alan si trova ad intervistare Margaret Thatcher.